# Síganme los buenos a la vecindad del Chavo
Síganme los Buenos a la Vecindad del Chavo é a coletânea musical das séries mexicanas El Chavo del Ocho e El Chapulín Colorado, lançada em 1980 pela gravadora Fontana Records.

## Informações
A coletânea reúne algumas canções dos álbuns anteriores das séries (Así cantamos y vacilamos en la vecindad del Chavo de 1978, e 1er. Festival de la Canción Infantil de Radio Variedades: Canta Chespirito y su Compañía de 1979), assim como dos álbuns solo do protagonista Roberto Gómez Bolaños (Chespirito y sus Canciones: ¡No Contaban con mi Astucia! de 1976 e El Chavo Canta: ¡Eso, Eso, Eso...! de 1979), além de algumas canções inéditas. A coletânea serviu de desfecho para ambas as séries. El Chavo del Ocho tinha sido encerrado em 1979 e El Chapulín Colorado no ano seguinte, em 1980, no mesmo ano do lançamento do álbum.

## Faixas
| Síganme los Buenos a la Vecindad del Chavo — Disco 1 |                              |                       |                                                |         |  |
| N.º                                                  | Título                       | Compositor(es)        | Intérprete(s)                                  | Duração |  |
| 1.                                                   | "La Vecindad del Chavo"      | Roberto Gómez Bolaños |                                                | 3:30    |  |
| 2.                                                   | "Campeón"                    | Gómez Bolaños         | Gómez Bolaños                                  | 2:34    |  |
| 3.                                                   | "Peluchín"                   | Gómez Bolaños         | María Antonieta de las Nieves                  | 2:34    |  |
| 4.                                                   | "Paco el Bueno"              | Paco Toscano          | Edgar Vivar                                    | 2:39    |  |
| 5.                                                   | "La Pata y el Tulipán"       |                       |                                                | 2:35    |  |
| 6.                                                   | "Churín Churín Flu Flais"    | Gómez Bolãnos         | Gómez Bolaños Rubén Aguirre Ramón Valdés Vivar | 3:07    |  |
| 7.                                                   | "Con un Poco de Imaginación" |                       |                                                | 3:14    |  |
| 8.                                                   | "La Juguetería"              | Gómez Bolaños         | Gómez Bolaños                                  | 4:10    |  |
| 9.                                                   | "El Burro Matías"            | José López Moctezuma  | Aguirre                                        | 2:06    |  |
| 10.                                                  | "Óyelo Escúchalo"            | Gómez Bolaños         | Gómez Bolaños                                  | 1:53    |  |
| Duração total:                                       | Duração total:               | Duração total:        | Duração total:                                 | 23:48   |  |

| Síganme los Buenos a la Vecindad del Chavo — Disco 2 |                                 |                            |                                                           |         |  |
| N.º                                                  | Título                          | Compositor(es)             | Intérprete(s)                                             | Duração |  |
| 1.                                                   | "La Marcha de los Santos Reyes" | J. Gpe. Zúñiga Fernández   | Gómez Bolaños Antonieta de las Nieves Florinda Meza Vivar | 1:58    |  |
| 2.                                                   | "Eso, Eso, Eso"                 | Gómez Bolaños              | Gómez Bolaños                                             | 3:23    |  |
| 3.                                                   | "Los Cuentos de Abuelita"       |                            |                                                           | 2:44    |  |
| 4.                                                   | "Las Brujas"                    | Gómez Bolaños              | Valdés Angelines Fernández                                | 3:01    |  |
| 5.                                                   | "Nacer"                         |                            |                                                           | 3:18    |  |
| 6.                                                   | "Payasos"                       | Gómez Bolaños              | Gómez Bolaños                                             | 2:28    |  |
| 7.                                                   | "Anhelo"                        | Nora Elena Lave de Partida | Fernández                                                 | 2:32    |  |
| 8.                                                   | "El Ruido"                      | Gómez Bolaños              | Gómez Bolaños                                             | 2:42    |  |
| 9.                                                   | "La Ciruela Pasa"               | Gómez Bolaños              | Gómez Bolaños                                             | 2:33    |  |
| 10.                                                  | "Que Venía Santa Claus"         |                            |                                                           | 3:01    |  |
| Duração total:                                       | Duração total:                  | Duração total:             | Duração total:                                            | 26:30   |  |

| Síganme los Buenos a la Vecindad del Chavo — Disco 3 |                          |                 |                |         |  |
| N.º                                                  | Título                   | Compositor(es)  | Intérprete(s)  | Duração |  |
| 1.                                                   | "Gracias Cri Cri"        | Gómez Bolaños   | Gómez Bolaños  | 3:35    |  |
| 2.                                                   | "Ardón Pirulero"         |                 |                | 3:30    |  |
| 3.                                                   | "Los Astronautas"        | Gómes Bolaños   | Gómez Bolaños  | 2:39    |  |
| 4.                                                   | "La Princesa Palomita"   | López Moctezuma | Meza           | 3:10    |  |
| 5.                                                   | "Mucha Suerte Matador"   |                 |                | 2:38    |  |
| 6.                                                   | "Un Riconcito Especial"  | Gómez Bolaños   | Gómez Bolaños  | 2:31    |  |
| 7.                                                   | "Bailando"               | Gómez Bolaños   | Gómez Bolaños  | 3:04    |  |
| 8.                                                   | "Idílio Sin Igual"       |                 |                | 3:54    |  |
| 9.                                                   | "Díme Abuelito"          |                 |                | 2:25    |  |
| 10.                                                  | "Bueñas Noches Vecindad" | Gómez Bolaños   | Gómez Bolaños  | 4:16    |  |
| Duração total:                                       | Duração total:           | Duração total:  | Duração total: | 30:32   |  |

## Histórico de lançamentos
| País      | Data | Formato    | Gravadora                       |
| --------- | ---- | ---------- | ------------------------------- |
| México    | 1980 | LP cassete | Fontana Records Polydor Records |
| Argentina | 1980 | LP cassete | Philips Records                 |
| Bolívia   | 1980 | LP cassete | Philips Records                 |